# Туран (газета, 1917)
«Тура́н» (узб. توران) — национальная и общественно-политическая газета на узбекском языке, редактором которой являлся известный узбекский писатель и представитель джадидистского движения — Абдулла Авлани. 
Первый выпуск газеты вышел летом 1917 года. Газеты издавалась в Ташкенте, на территории Туркестанского края Российской империи. Во втором выпуске газеты, один из авторов газеты Мирмухсин Шермухамедов опубликовал свою статью с критикой улемов соседнего Бухарского эмирата. Также именно в газете «Туран» впервые прозвучал лозунг «Да здравствует народная республика!» («Яшасин халк жумхурияти!»). Были выдвинуты идеи «остановить продолжающийся многолетний гнет, подготовить народ к будущему управлению республикой».
После этого вышел еще один выпуск газеты, и в июле того же года газета была закрыта властями Российской империи из-за давления Бухарского эмирата. Кроме Абдуллы Авлани и Мирмухсина Шермухамедова, в газете работали Мунавваркары Абдурашидханов, Шакир Рахими и Мухаммад Амин Афандизаде. В сентябре того же года, газета была возрождена по инициативе интеллектуалов и джадидистов Низамиддином Исамиддин огли и Мухаммад Амином Афандизаде, и издавалась непродолжительное время. В настоящее время некоторые выпуски этой газеты хранятся в Национальной библиотеке Узбекистана.